# Monster (album, R.E.M.)
Monster je deváté album americké kapely R.E.M., vydané v roce 1994. V porovnání s předchozím ponurým albem Automatic for the People se album Monster vyznačuje větší energií a častějším používáním elektrických kytar, je zde cítit vliv grunge. Album Monster je dalším albem R.E.M., které získalo několik platinových desek, bylo kladně přijato kritikou a v mnoha hitparádách po celém světě se umístilo na prvním místě. Ve Spojených státech sice album získalo čtyři platinové desky, ale u následujících alb došlo k výraznému komerčnímu propadu.
Album Monster obsahuje několik hitů, například What's the Frequency, Kenneth?, Strange Currencies a Bang and Blame.
Poté, co R.E.M. nevyjeli po vydání předchozích dvou alb na turné, tak v roce 1995 zahájila kapela dlouhé světové turné, při kterém museli být tři členové kapely hospitalizováni a nahrávky ze zvukových zkoušek daly základ nového alba, New Adventures in Hi-Fi.
Píseň Let Me In byla napsána pro Kurta Cobaina, jehož dcery Frances Bean byl Michael Stipe kmotrem a který zemřel krátce předtím, než bylo nahrávání alba dokončeno. Michael prohlásil, že slova písně obsahují to, co by Kurtovi řekl přes telefon.
Album je věnováno River Phoenixovi, americkému herci a příteli Michaela Stipea, který zemřel 31. října 1993 na předávkování heroinem a kokainem.
V roce 2005 bylo vydána dvoudisková edice alba Monster, které obsahuje CD, DVD-Audio ve zvukovém formátu 5.1 a původní, částečně rozšířený, booklet. Zvuk na CD není nijak remasterován.

## Seznam skladeb
Autory jsou Bill Berry, Peter Buck, Mike Mills a Michael Stipe.
| Pořadí | Název                          | Délka |
| ------ | ------------------------------ | ----- |
| 1.     | What's the Frequency, Kenneth? | 4:00  |
| 2.     | Crush with Eyeliner            | 4:39  |
| 3.     | King of Comedy                 | 3:40  |
| 4.     | I Don't Sleep, I Dream         | 3:27  |
| 5.     | Star 69                        | 3:07  |
| 6.     | Strange Currencies             | 3:52  |
| 7.     | Tongue                         | 4:13  |
| 8.     | Bang and Blame                 | 5:30  |
| 9.     | I Took Your Name               | 4:02  |
| 10.    | Let Me In                      | 3:28  |
| 11.    | Circus Envy                    | 4:15  |
| 12.    | You                            | 4:54  |

## Žebříčky
Album
| Rok  | Žebříček      | Pozice |
| ---- | ------------- | ------ |
| 1994 | Billboard 200 | 1      |

Singly
| Rok  | Singl                            | Žebříček                    | Pozice |
| ---- | -------------------------------- | --------------------------- | ------ |
| 1994 | "Bang and Blame"                 | Bllboard Modern Rock Tracks | 1      |
| 1994 | "What's the Frequency, Kenneth?" | Bllboard Modern Rock Tracks | 1      |
| 1994 | "What's the Frequency, Kenneth?" | Billboard Hot 100           | 21     |
| 1995 | "Crush with Eyeliner"            | Bllboard Modern Rock Tracks | 33     |
| 1995 | "Star 69"                        | Bllboard Modern Rock Tracks | 8      |
| 1995 | "Bang and Blame"                 | Billboard Hot 100           | 19     |
| 1995 | "Strange Currencies"             | Bllboard Modern Rock Tracks | 14     |
| 1995 | "What's the Frequency, Kenneth?" | Bllboard Modern Rock Tracks | 1      |

## Certifikace
| Organizace | Úroveň          | Datum            |
| ---------- | --------------- | ---------------- |
| RIAA – USA | Zlatá deska     | 6. prosince 1994 |
| RIAA – USA | Platinová deska | 6. prosince 1994 |
| RIAA – USA | 2x Platinová    | 6. prosince 1994 |
| RIAA – USA | 3x Platinová    | 22. března 1995  |
| RIAA – USA | 4x Platinová    | 10. srpna 1995   |